# شانکوایلر
شانکوایلر (به آلمانی: Schankweiler) یک شهر در آلمان است که در بیتبورگ-پروم واقع شده‌است.